# كولين فيتزغيبون
كولين فيتزغيبون (بالإنجليزية: Coleen Fitzgibbon)‏ هي منتجة أفلام ومخرجة أمريكية، ولدت في 1950.

## روابط خارجية
- كولين فيتزغيبون على موقع IMDb (الإنجليزية)